# Arnaud Ducret
Pour les articles homonymes, voir Ducret.
Arnaud Ducret est un humoriste et acteur français, né le 6 décembre 1978 à Rouen.
Il s'est fait connaître pour avoir formé un couple avec Alix Poisson dans la série humoristique Parents mode d'emploi sur France 2 (2013-2018).

## Biographie

### Jeunesse
Arnaud Ducret est né à Rouen en Seine-Maritime. Il grandit à Amfreville-la-Campagne, Petit-Couronne et Oissel.

### Carrière
Ancien chanteur de gospel, Arnaud Ducret se fait remarquer en présentant des sketchs dans l'émission Morning Live.
En 2008, il décroche son premier rôle dans le téléfilm Fortunes sur Arte, où il interprète Mike Moreno, un petit magouilleur.
En 2009 il joue le rôle du jeune Jacques Chirac dans Adieu de Gaulle, adieu, diffusé sur Canal+.
En 2010, il succède à Yvan Le Bolloc’h dans Caméra Café 2. Dans la même année, il monte son premier spectacle Pareil… mais en mieux. Il rejoint la troupe de Spamalot, inspirée de Sacré Graal des Monty Python, mis en scène par Pierre-François Martin-Laval où il tient le rôle de Galahad et du Chevalier Noir.
En 2012, il apparait dans la comédie L'Oncle Charles d’Étienne Chatiliez, puis le drame Une vie meilleure de Cédric Kahn. La même année, il crée son deuxième spectacle, seul en scène, J’me rends, qu’il joue pendant deux ans à Paris et en tournée. Il tourne alors deux comédies Amour et turbulences d’Alexandre Castagnetti, et Pierre-François Martin-Laval lui confie le rôle du prof de gym dans Les Profs. Si le premier film reçoit de bonnes critiques, notamment pour son tandem Nicolas Bedos / Ludivine Sagnier, le second est un gros succès populaire de l'année 2013.
En 2013, il est révélé grâce à la série humoristique Parents mode d'emploi dans laquelle il interprète le rôle de Gaby aux côtés d’Alix Poisson (Isa), diffusée par France 2 avant le Journal télévisé et qui connait de bonnes audiences. Ce succès le conduit notamment à participer à certaines émissions de divertissement comme Vendredi tout est permis, sur TF1.
Le 25 décembre 2014, il s'essaie même à l'animation avec l'émission Les Copains d'abord font du ski sur France 2. La même année, Warner Bros. fait appel à lui pour le doublage de la voix d’Emmet, rôle principal du film d’animation La Grande Aventure Lego.
En 2015, il endosse à nouveau son jogging de prof d'EPS pour Les Profs 2.
En 2016, il donne la réplique à André Dussollier et Bérengère Krief dans la comédie dramatique Adopte un veuf de François Desagnat.
En 2017, il tente de s'imposer dans un registre plus romantique dans L'Embarras du choix d'Éric Lavaine, avec Alexandra Lamy. Il prête également ses traits au Prince dans la parodie Les Nouvelles Aventures de Cendrillon de Lionel Steketee. Il est prêtre dépassé dans la comédie chorale Les Ex, mise en scène par un autre ex-Robin des Bois, Maurice Barthélemy.
En 2018, il évolue dans trois films : Pierre-François Martin-Laval lui fait de nouveau confiance en lui attribuant le rôle du policier irascible Longtarin, dans Gaston Lagaffe. Il partage l'affiche de la comédie potache Les Dents, pipi et au lit avec Louise Bourgoin. Il s'aventure dans un registre plus émotionnel en tête d'affiche de Monsieur je-sais-tout de Stéphan Archinard et François Prévôt-Leygonie.
En 2020, il est à l'affiche de Pourquoi je vis, un biopic sur Grégory Lemarchal. Il y incarne Pierre Lemarchal, le père de Grégory avec Odile Vuillemin dans le rôle de Laurence Lemarchal, et Mickaël Lumière qui tient le rôle principal.

### Passions
Grand fan de sport automobile, il a participé au Trophée Andros (courses automobile électrique sur glace) et à la Fun Cup.

### Vie privée
En 2012, alors qu'il fait partie de la troupe du spectacle musical Spamalot, Arnaud Ducret rencontre Maurine Nicot, une danseuse croisée dix ans plus tôt sur le plateau de l'émission Star Academy. Le couple a un fils né en juillet 2013, Oscar. Ils se séparent en 2018.
En juillet 2021, il se marie avec la danseuse Claire Francisci au Mont-Saint-Michel.

## Filmographie

### Cinéma

#### Longs métrages
- 2012 : L'Oncle Charles d'Étienne Chatiliez : José
- 2012 : Une vie meilleure de Cédric Kahn : le patron de Nadia
- 2013 : Les Profs de Pierre-François Martin-Laval : Éric, le prof d'EPS
- 2013 : Amour et turbulences d'Alexandre Castagnetti : Franck
- 2015 : Les Profs 2 de Pierre-François Martin-Laval : Éric, le prof d'EPS
- 2016 : Adopte un veuf de François Desagnat : Paul-Gérard Langlois
- 2017 : L'Embarras du choix d'Éric Lavaine : Étienne
- 2017 : Les Ex de Maurice Barthélemy : Le père Laurent
- 2017 : Les Nouvelles Aventures de Cendrillon de Lionel Steketee : Marco / le Prince
- 2018 : Gaston Lagaffe de Pierre-François Martin-Laval : Longtarin
- 2018 : Les Dents, pipi et au lit d'Emmanuel Gillibert : Antoine
- 2018 : Monsieur je-sais-tout de Stéphan Archinard et François Prévôt-Leygonie : Vincent Barteau
- 2020 : Mine de rien de Mathias Mlekuz : Arnault
- 2020 : Divorce Club de Michaël Youn : Ben
- 2020 : Tendre et saignant de Christopher Thompson : Martial Toussaint
- 2022 : Le Visiteur du futur de François Descraques : Gilbert Alibert

#### Court métrage
- 2016 : Speed/Dating de Daniel Brunet et Nicolas Douste : Jacques Traveine

### Télévision

#### Téléfilms
- 2008 : Fortunes de Stéphane Meunier : Mike Moreno
- 2009 : Adieu De Gaulle, adieu de Laurent Herbiet : Jacques Chirac
- 2010 : À vos caisses de Pierre Isoard : Antoine Podayac
- 2010 : Un divorce de chien de Lorraine Lévy : Xavier
- 2011 : Le Chant des sirènes de Laurent Herbiet : Kevin
- 2013 : La Planète des cons de Charlie Dupont, Gilles Galud
- 2013 : Manipulations de Laurent Herbiet : le procureur
- 2020 :  Pourquoi je vis de Laurent Tuel : Pierre Lemarchal
- 2022 : Ils s'aiment... enfin presque ! d'Hervé Brami : Alain
- 2022 : Le Grand Restaurant : La guerre de l'étoile de Pierre Palmade.
- 2022 : Tous Inconnus de Nicolas Hourès : lui-même
- 2024 : Panique au 31 de Gaël Leforestier : Arnaud
- 2026 : Papa malgré lui de Chris Briant : Alex

#### Séries télévisées
- 2008 : Caméra Café 2 : Franck Gaillard
- 2009 : Les Bougon : Jean-Michel Favard
- 2011 : L'Attaque : Alex Nony
- 2011 : Bref : un invité de la soirée jeu de société du nouvel an. Saison 1 épisode 50.
- 2012 : Le Sang de la vigne : Cazeviel (épisode « La robe de Margaux »)
- 2012 : Mère et Fille : le vendeur (saison 1, épisode 17)
- 2013 : C'est la crise ! : Arnaud
- 2013 : Fais pas ci, fais pas ça (saison 6)
- 2013-2018 : Parents mode d'emploi : Gaby Martinet, le père
- 2020 : Un homme ordinaire : Christophe de Salin
- 2020 : Capitaine Marleau, épisode La Cité des âmes en peine : Alex Weller
- 2021 : Mensonges : Thomas Villeneuve
- 2022 : Le Remplaçant (saison 2) : Chris
- 2024 : Mercato de David Hourrègue : Thomas Chevalier
- 2024 : Ma mère est une espionne de Léo Karmann
- 2024 : La Petite Histoire de France : Monsieur, frère du Roi

### Doublage

#### Cinéma

##### Films d'animation
- 2014 : La Grande Aventure Lego : Emmet Brickowski[9],[10]
- 2017 : Mazinger Z Infinity : Kôji Kabuto
- 2019 : La Grande Aventure Lego 2 : Emmet Brickowski/Rex Danger[10]

#### Télévision

##### Séries d'animation
- 2015-2017 : F is for Family : Frank Murphy (1re voix)

## Émissions télévisées

### Participant
- 2014 : Face à la bande sur France 2 : membre de la bande
- 2017 : Tout le monde joue sur France 2 : candidat
- 2018 : Cap Horn sur M6
- 2020 : District Z sur TF1
- 2022-2025 : Les Enfoirés sur TF1 : membre de la troupe
- 2022 : Élection de Miss France 2023 sur TF1 : membre du jury
- 2024 : Saison 10 de The Voice Kids sur TF1 : co-coach
- 2024 : Le Maître du Jeu sur TF1 : candidat
- 2024 : Le Maillon faible sur M6 : candidat

### Animateur
- 2014 : Les Copains d'abord font du ski (France 2)
- 2015 : Fantaisie Blanche (France 2)
- 2022 : Arnaud Ducret dans tous ses états (TF1) (diffusé le 16 août 2022)[11].
- 2023 : Tirage du Loto (TF1)

## Théâtre
- 2009 : Pareil… mais en mieux (one man show) d'Arnaud Ducret, mise en scène de Karim Adda, Théâtre du Point-Virgule
- 2010 : Spamalot d'Eric Idle, mise en scène de Pierre-François Martin-Laval, Le Comédia
- 2012-2013 : Je m'rends (one man show), L'Européen et tournée
- 2013 : Spamalot, d'Eric Idle, mise en scène Pierre-François Martin-Laval, Bobino
- 2014-2016 : Arnaud Ducret vous fait plaisir (one man show) d'Arnaud Ducret, mise en scène de Étienne de Balasy
- 2017 : On se refait Palmade !, mise en scène de Pierre Palmade